# 布氏鬼蟹
布氏鬼蟹（学名：Tymolus brucei）为圓關公蟹科鬼蟹屬下的一个种。